# اورتاهازا
اورتاهازا (به مجاری: Ortaháza) یک منطقهٔ مسکونی در مجارستان است که در ناحیه لنتی واقع شده‌است.